# Kreis Annaberg
Der Kreis Annaberg war ein Landkreis im Bezirk Karl-Marx-Stadt der DDR. Ab 1990 bestand er als Landkreis Annaberg im Freistaat Sachsen fort. Sein Gebiet liegt heute im Erzgebirgskreis in Sachsen. Der Sitz der Kreisverwaltung befand sich in Annaberg-Buchholz.

## Geographie

### Lage
Der Kreis Annaberg lag im Erzgebirge an der Grenze zur Tschechoslowakei.

### Nachbarkreise
Der Kreis Annaberg grenzte im Uhrzeigersinn im Westen beginnend an die Kreise Schwarzenberg, Aue, Stollberg, Zschopau und Marienberg. Im Süden grenzte er an die Tschechoslowakei.

## Geschichte
Bereits 1874 war im Königreich Sachsen die Amtshauptmannschaft Annaberg eingerichtet worden, die 1939 in Landkreis Annaberg umbenannt wurde. Der Landkreis Annaberg gehörte nach 1945 zum Land Sachsen und somit seit 1949 zur DDR. 
Am 25. Juli 1952 kam es in der DDR zu einer umfassenden Kreisreform, bei der unter anderem die Länder aufgelöst wurden und durch Bezirke ersetzt wurden. Aus einem Teil des Landkreises Annaberg wurde der neue Kreis Zschopau gebildet, während aus dem verbliebenen Teil des Landkreises der neue Kreis Annaberg entstand. Dieser wurde dem neugebildeten Bezirk Karl-Marx-Stadt zugeordnet. Der Kreissitz war in der Stadt Annaberg-Buchholz.
Die folgenden 30 Gemeinden aus dem alten Landkreis Annaberg bildeten am 25. Juli 1952 den neuen Kreis Annaberg:
Annaberg-Buchholz, Stadt, Arnsfeld, Bärenstein, Cranzahl, Crottendorf, Cunersdorf, Dörfel, Elterlein, Stadt, Frohnau, Geyer, Stadt, Geyersdorf, Grumbach, Hammerunterwiesenthal, Hermannsdorf, Jöhstadt, Stadt, Königswalde, Mildenau, Neudorf, Oberscheibe, Oberwiesenthal, Scheibenberg, Schlettau, Schmalzgrube, Schönfeld, Schwarzbach, Sehma, Steinbach, Tannenberg, Walthersdorf und Wiesa.
Bis zur Auflösung des Kreises 2008 gab es folgende Gemeindegebietsänderungen und Umgliederungen über die Kreisgrenzen hinweg:
- 4. Dezember 1952 – Umgliederung von Neundorf aus dem Kreis Zschopau in den Kreis Annaberg
- 1. Januar 1956 – Ausgliederung der neuen Gemeinde Thermalbad Wiesenbad aus Wiesa
- 1. Januar 1994 – Eingliederung von Oberscheibe in die Stadt Scheibenberg
- 1. März 1994 – Eingliederung von Schmalzgrube in die Stadt Jöhstadt
- 1. Januar 1996 – Eingliederung von Frohnau in die Stadt Annaberg-Buchholz
- 1. April 1996 – Eingliederung von Schwarzbach in die Stadt Elterlein
- 1. Oktober 1996 – Eingliederung von Dörfel in die Stadt Schlettau
- 1. Januar 1997 – Eingliederung von Hammerunterwiesenthal in die Stadt Oberwiesenthal
- 1. Januar 1998 – Eingliederung von Cunersdorf in die Stadt Annaberg-Buchholz
- 1. Januar 1999 – Eingliederung von Geyersdorf in die Stadt Annaberg-Buchholz
- 1. Januar 1999 – Eingliederung von Arnsfeld nach Mildenau
- 1. Januar 1999 – Eingliederung von Hermannsdorf in die Stadt Elterlein
- 1. Januar 1999 – Zusammenschluss von Neudorf, Cranzahl und Sehma zur neuen Gemeinde Sehmatal
- 1. Januar 1999 – Eingliederung von Walthersdorf in Crottendorf
- 1. Januar 1999 – Eingliederung von Steinbach in die Stadt Jöhstadt
- 1. Januar 1999 – Eingliederung von Neundorf, Schönfeld und Wiesa in Thermalbad Wiesenbad

Am 17. Mai 1990 wurde aus dem Kreis der Landkreis Annaberg, Anlässlich der Wiedervereinigung der beiden deutschen Staaten wurde der Landkreis im Oktober 1990 dem wiedergegründeten Land Sachsen zugesprochen. Bei der zweiten sächsischen Kreisreform ging er am 1. August 2008 im neuen Erzgebirgskreis auf.

### Einwohnerentwicklung
| Jahr      | 1960   | 1971   | 1981   | 1989   |
| Einwohner | 95.388 | 92.377 | 84.666 | 80.256 |

## Politik

### Vorsitzende des Rates des Kreises
- Mai 1945–Oktober 1945:  Karl Köglsperger
- November 1945–Juni 1946:  Alfred Fellisch
- 1946–1950:  Fritz Enge
- 1950–1959:  Georg Krauß
- 1959–1961:  Ernst Hübler
- 1961–1982:  Heinz Werner
- 1982–1990:  Jörgen Martin

## Wirtschaft
Bedeutende Betriebe waren unter anderen:
- VEB Getreidewirtschaft Annaberg-Buchholz
- VEB Plasticart Annaberg-Buchholz
- VEB Feuerlöschgerätewerk Jöhstadt
- VEB Verpackungsmittel Kombinat Annaberg-Buchholz
- VEB Annaberger Wäschewerk
- VEB OPEW Annaberg-Buchholz

## Verkehr
Dem überregionalen Straßenverkehr dienten die F 95 von Oberwiesenthal über Annaberg-Buchholz nach Karl-Marx-Stadt sowie die F 101 Richtung Aue und Freiberg. Das Kreisgebiet wurde von den Eisenbahnstrecken Flöha–Annaberg-Buchholz–Bärenstein, Annaberg-Buchholz–Schwarzenberg, Annaberg-Buchholz–Königswalde, Walthersdorf–Crottendorf sowie Cranzahl–Oberwiesenthal erschlossen.

## Bevölkerungsdaten
Bevölkerungsübersicht aller 32 Gemeinden des Kreises, die 1990 in das wiedergegründete Land Sachsen kamen.
| AGS      | Gemeinde                      | Einwohner | Einwohner  | Fläche (ha) |
| AGS      | Gemeinde                      | 3.10.1990 | 31.12.1990 | 31.12.1990  |
| 14011010 | Annaberg-Buchholz, Stadt      | 25 059    | 25 010     | 1 268       |
| 14011020 | Arnsfeld                      | 1 444     | 1 440      | 1 190       |
| 14011030 | Bärenstein                    | 3 004     | 2 987      | 423         |
| 14011040 | Cranzahl                      | 2 380     | 2 376      | 724         |
| 14011050 | Crottendorf                   | 4 682     | 4 649      | 2 943       |
| 14011060 | Cunersdorf                    | 1 077     | 1 073      | 344         |
| 14011070 | Dörfel                        | 399       | 400        | 527         |
| 14011080 | Elterlein, Stadt              | 2 196     | 2 186      | 2 623       |
| 14011090 | Frohnau                       | 1 277     | 1 262      | 505         |
| 14011100 | Geyer, Stadt                  | 4 596     | 4 593      | 1 876       |
| 14011110 | Geyersdorf                    | 1 015     | 1 004      | 494         |
| 14011120 | Grumbach                      | 957       | 957        | 740         |
| 14011130 | Hammerunterwiesenthal         | 667       | 655        | 295         |
| 14011140 | Hermannsdorf                  | 929       | 921        | 1 243       |
| 14011150 | Jöhstadt, Stadt               | 1 602     | 1 595      | 1 428       |
| 14011160 | Königswalde                   | 2 356     | 2 335      | 1 954       |
| 14011170 | Mildenau                      | 2 553     | 2 550      | 1 978       |
| 14011180 | Neudorf                       | 2 889     | 2 884      | 2 900       |
| 14011190 | Neundorf                      | 850       | 843        | 640         |
| 14011200 | Oberscheibe                   | 329       | 332        | 352         |
| 14011210 | Oberwiesenthal, Kurort, Stadt | 3 920     | 3 897      | 3 778       |
| 14011220 | Scheibenberg, Stadt           | 2 147     | 2 135      | 549         |
| 14011230 | Schlettau, Stadt              | 2 586     | 2 576      | 1 590       |
| 14011240 | Schmalzgrube                  | 237       | 237        | 97          |
| 14011250 | Schönfeld                     | 811       | 811        | 668         |
| 14011260 | Schwarzbach                   | 543       | 542        | 726         |
| 14011270 | Sehma                         | 3 017     | 3 001      | 867         |
| 14011280 | Jöhstadt                      | 1 024     | 1 022      | 2 703       |
| 14011290 | Tannenberg                    | 1 255     | 1 269      | 789         |
| 14011300 | Walthersdorf                  | 803       | 803        | 702         |
| 14011310 | Wiesa                         | 1 552     | 1 547      | 997         |
| 14011320 | Wiesenbad, Thermalbad         | 1 020     | 1 015      | 316         |
| 14011    | Landkreis Annaberg            | 79 176    | 78 907     | 38 231      |

## Kfz-Kennzeichen
Den Kraftfahrzeugen (mit Ausnahme der Motorräder) und Anhängern wurden von etwa 1974 bis Ende 1990 dreibuchstabige Unterscheidungszeichen, die mit den Buchstabenpaaren TA und XA begannen, zugewiesen. Die letzte für Motorräder genutzte Kennzeichenserie war XZ 52-01 bis XZ 99-99.
Anfang 1991 erhielt der Landkreis das Unterscheidungszeichen ANA.